# Michel C. Nussenzweig

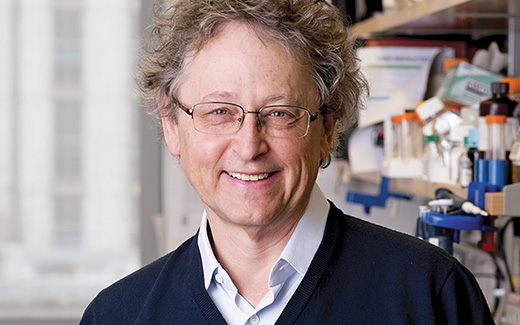
Michel C. Nussenzweig, 2015

Michel Claudio Nussenzweig (* 10. Februar 1955 in São Paulo) ist ein brasilianischer Mediziner (Infektionskrankheiten, Immunologie).
Nussenzweig ist der Sohn der Biomediziner Ruth Sonntag Nussenzweig und Victor Nussenzweig. Er studierte an der New York University mit dem Bachelor-Abschluss 1976. Er wurde 1981 an der Rockefeller University promoviert und erhielt 1982 seinen M.D. an der New York University Medical School. Danach absolvierte er eine Facharztausbildung in Infektionsmedizin am Massachusetts General Hospital und war als Postdoktorand bei Philip Leder an der Harvard Medical School. 1990 wurde er Assistant Professor an der Rockefeller University, an der er 1996 Professor für Immunologie wurde. Seit 1990 forscht er außerdem für das Howard Hughes Medical Institute.
Er fand Breitneutralisierende Anti-HIV-Antikörper und erkannte, dass sie ein wirksames Immuntherapeutikum gegen HIV liefern können. HIV-neutralisierende Antikörper waren zuvor in Makaken gefunden worden, die so einem Ausbruch der Krankheit entgingen, ein entsprechender Impfansatz bei Menschen war aber nicht erfolgreich. Nussenzweig fand Wege, Antikörpergene aus B-Zellen zu klonen und wandte das auf Antikörper gegen HIV an. In der Folge gelang es hochwirksame Antikörper gegen HIV-1 und dessen Stämme zu finden, die sich durch eine hohe Mutationsrate ausweisen. Die Antikörper wurden erfolgreich in klinischen Phase-I-Studien getestet.
In seiner Doktorarbeit bei Ralph M. Steinman fand er, dass Dendritische Zellen Antigen-präsentierend sind.
2016 erhielt er den Robert-Koch-Preis, 2022 den Harrington Prize for Innovation in Medicine. Er ist Mitglied der American Academy of Arts and Sciences (2007), der National Academy of Sciences, des Institute of Medicine der National Academy of Sciences und korrespondierendes Mitglied der Academia Brasileira de Ciências.
Nussenzweig ist mit der Biochemikerin Svetlana Mojsov verheiratet.

## Schriften (Auswahl)
- mit M. Caskey u. a.: Viremia suppressed in HIV-1-infected humans by broadly neutralizing antibody 3BNC117. Nature 522, 487–491 (2015).
- mit L. B. Cohn u. a.: HIV-1 integration landscape during latent and active infection. Cell 160, 420–432 (2015)
- mit A. D. Gitlin u. a.: Clonal selection in the germinal centre by regulated proliferation and hypermutation. Nature 509, 637–640 (2014).
- mit Z. Shulman u. a.: Dynamic signaling by T follicular helper cells during germinal center B cell selection. Science 345, 1058–1062 (2014).
- mit A. Halper-Stromberg u. a.: Broadly neutralizing antibodies and viral inducers decrease rebound from HIV-1 latent reservoirs in humanized mice. Cell 158, 989–999 (2014).